# 文化脫貧笑死朕
《文化脫貧笑死朕：新媒體運動攻略》，是一本由《熱血時報》創辦人黃洋達（腦燒達）所著的市場策略、文化觀察書籍，於2014年7月出版，屬笑死朕系列第一本書籍。
此書教讀者以便宜價錢做出豪氣的新媒體，並參考了不同創意產業的案例，教讀者於網絡市場上佔一位置，並包含了黃洋達的營運經驗。
這本書的觀點是：香港要文化脫貧，就需要一場媒體革命；一切革命皆由傳播信念開始；「新媒體運動」不僅是一個傳媒營運生態的革命，而且是一個捍衛言論自由的運動。
這本書的封面由香港著名插畫家阿塗設計。

## 出版原因
由於當時市場上尚未見有任何關於香港新媒體之專書，而黃洋達等人身為新媒體之先鋒，故須一馬當先，帶動討論，出版此書。

## 名人推薦
- 2014年7月16日，普羅政治學苑立法會議員黃毓民於香港書展推薦《文化脫貧笑死朕》。其又表示此書書名頗善，並覺得很適合一些年青人看。其坦言，寫文章不一定要像自己般傳統，也可以用此書之方式。[3]